# لینکلن ورسایلس

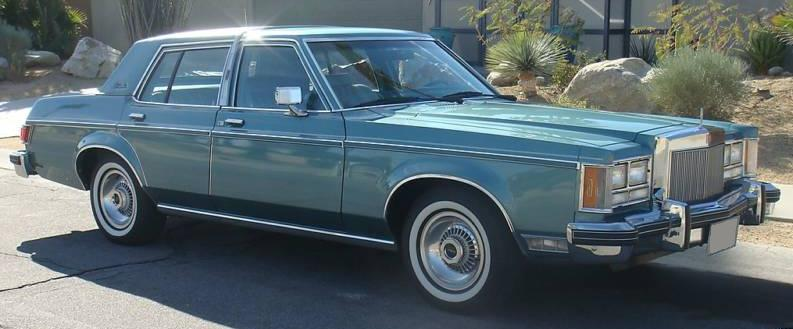

لینکولن ورسایلس (Lincoln Versailles) خودرویی است که در سال‌های ۱۹۷۷ تا ۱۹۸۰۵۰،۱۵۶ producedتولید شده‌است. طراحی آن خودروهای موتور جلو-محور عقب بوده است.